# Poitín

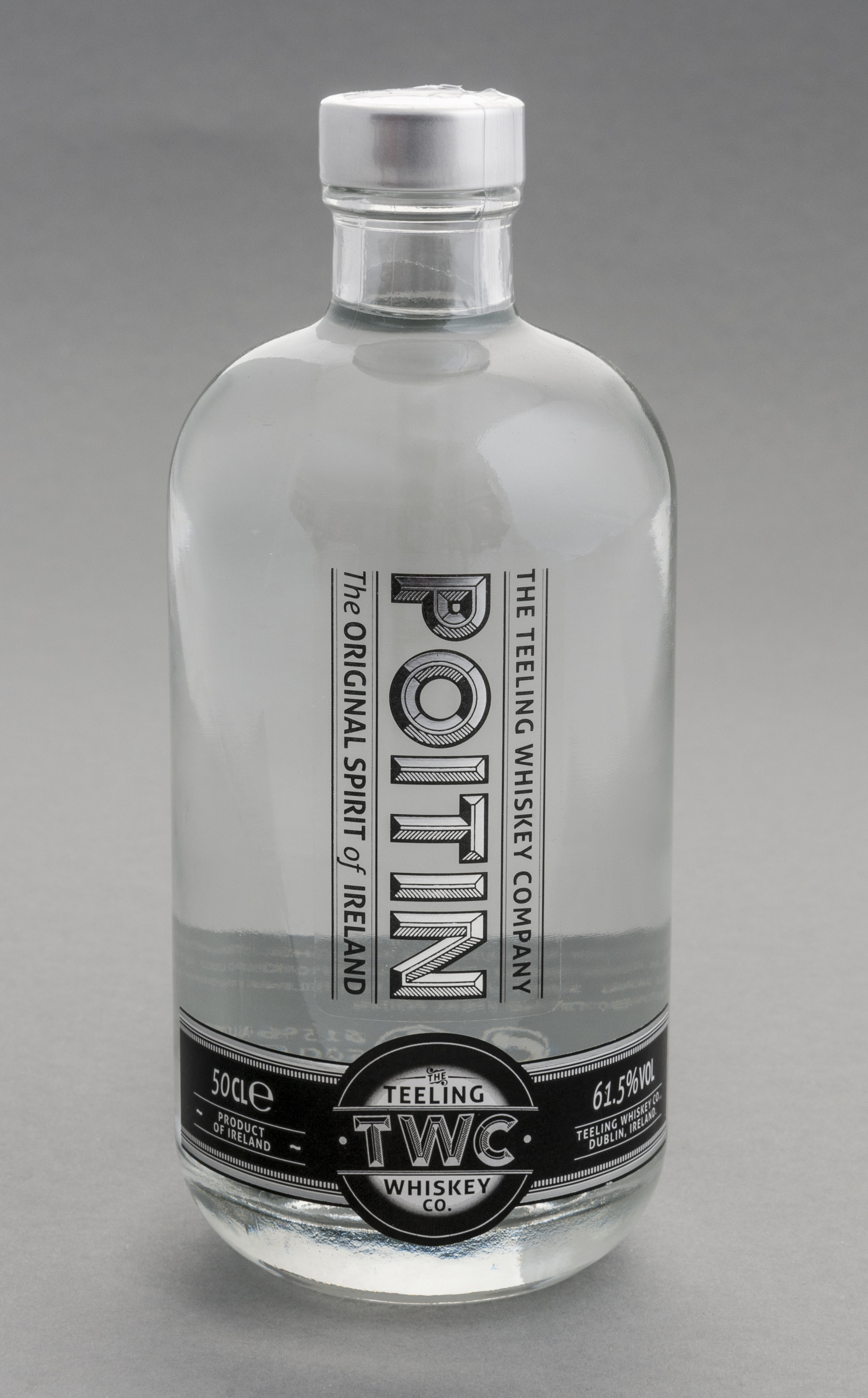
Poitin

El Poitín (pronunciado [ˈpˠocʲiːn] y también escrito como poteen) es una bebida destilada tradicional de Irlanda con un alto contenido alcohólico (90%-95%). El poitín se destila en un pequeño alambique y el nombre de la bebida proviene de una abreviatura de la palabra pota (alambique en gaélico irlandés). Tradicionalmente se obtiene de malta, la patata y en tiempos recientes del azúcar. Se encuentra entre las bebidas con mayor porcentaje de alcohol en el mundo y durante siglos se le ha considerado ilegal (pudiéndose encontrar solo como fruto de destilerías ilegales).
La destilación casera de poitín se prohibió en Irlanda en 1661. El 7 de marzo de 1997, la agencia tributaria irlandesa (Office of the Revenue Commissioners, normalmente conocida como RC, o simplemente Revenue) dejó de prohibir la venta de poitín en Irlanda, aunque la producción para la exportación había sido considerada legal desde bastante tiempo atrás. El 15 de enero de 2008 se le concedió el certificado de Indicación Geográfica por el Consejo de la UE y el Parlamento Europeo bajo la regulación 110/2008 ANNEX 111. Regulation (EC) No 110/2008 del Parlamento y el Consejo que aparece en el Reglamento Comunitario Europeo. Allí se le concedió la denominación de origen europea para bebidas destiladas, revocando así la Regulación del Concejo No 1576/89.
Solamente dos destilerías irlandesas tienen la autorización oficial necesaria para producir poitín: Knockeen Hills, y Bunratty Winery.
La primera película grabada totalmente en gaélico irlandés lleva el nombre de la bebida Poitín (1979). La historia habla sobre un destilador ilegal de poitín, dos empleados suyos y su hija en la remota provincia de Connemara al oeste de Irlanda.